# 帕斯科拉 (密蘇里州)
帕斯科拉（英語：Pascola）是位於美國密蘇里州佩米斯科特縣的村。

## 人口
根據2020年美國人口普查的數據，帕斯科拉的面積為0.41平方千米，皆為陸地。當地共有人口87人，而人口密度為每平方千米212人。